# Sint-Lambertuskerk (Nistelrode)
De Sint-Lambertuskerk is een rooms-katholieke kerk in de Nederlandse plaats Nistelrode. De kerk is gewijd aan Lambertus van Maastricht.

## Geschiedenis
De eerste kerk in Nistelrode stamt uit de 13e eeuw en kreeg als patroon Lambertus. In 1430 werd een kapel gebouwd op de locatie van de huidige kerk, de sint Anthoniuskapel. Doordat de oude kerk na de Tachtigjarige oorlog in handen kwam van de protestanten, waren de inwoners van Nistelrode aangewezen op kerken in het Land van Ravenstein, die katholiek waren gebleven. Wel werd er later een schuurkerk gebouwd, die gedoogd werd. Tijdens de Franse tijd kregen de katholieken de Sint-Lambertuskerk weer toegewezen. Deze werd gebruikt totdat de nieuwbouw in 1842 in gebruik werd genomen, waarop de oude kerk werd gesloopt op de toren na. De sloop van de toren volgde in 1891, omdat die twee jaar ervoor was geraakt door de bliksem en veel schade kende.
In 1841 was er begonnen met nieuwbouw van een waterstaatskerk in neoclassicistische bouwstijl. De kerk werd in 1842 ingewijd door bisschop Joannes Zwijsen. Tweemaal werd de kerk vergroot: aan de voorzijde en een kapel aan de zuidzijde. Beide uitbreidingen zijn later weer gesloopt en op de plaats van de kapel werd een pastorie en parochiezaal gebouwd.
Aan de voorzijde van de kerk is een klokkentoren aanwezig. In de voorgevel is een beeld aangebracht en elementen van de Dorische orde. In de kerk was een orgel aanwezig van Paulus van Nistelrooij dat in 1857 in gebruik werd genomen. Echter doordat tijdens een verbouwing de orgel zodanig was beschadigd, werd in 1949 een Verschueren-orgel geplaatst. Bij de restauratie van 1972 werd dit orgel verwijderd, om nadien een orgel van Mathieu van Dinter uit 1845, afkomstig van de Michaëlskerk in Blokker, terug te plaatsen. Naast de Sint-Lambertuskerk werd in 1922 een Heilig Hartbeeld geplaatst van Atelier Thissen.
De kerk is in 1973 aangewezen als rijksmonument.

## Galerij

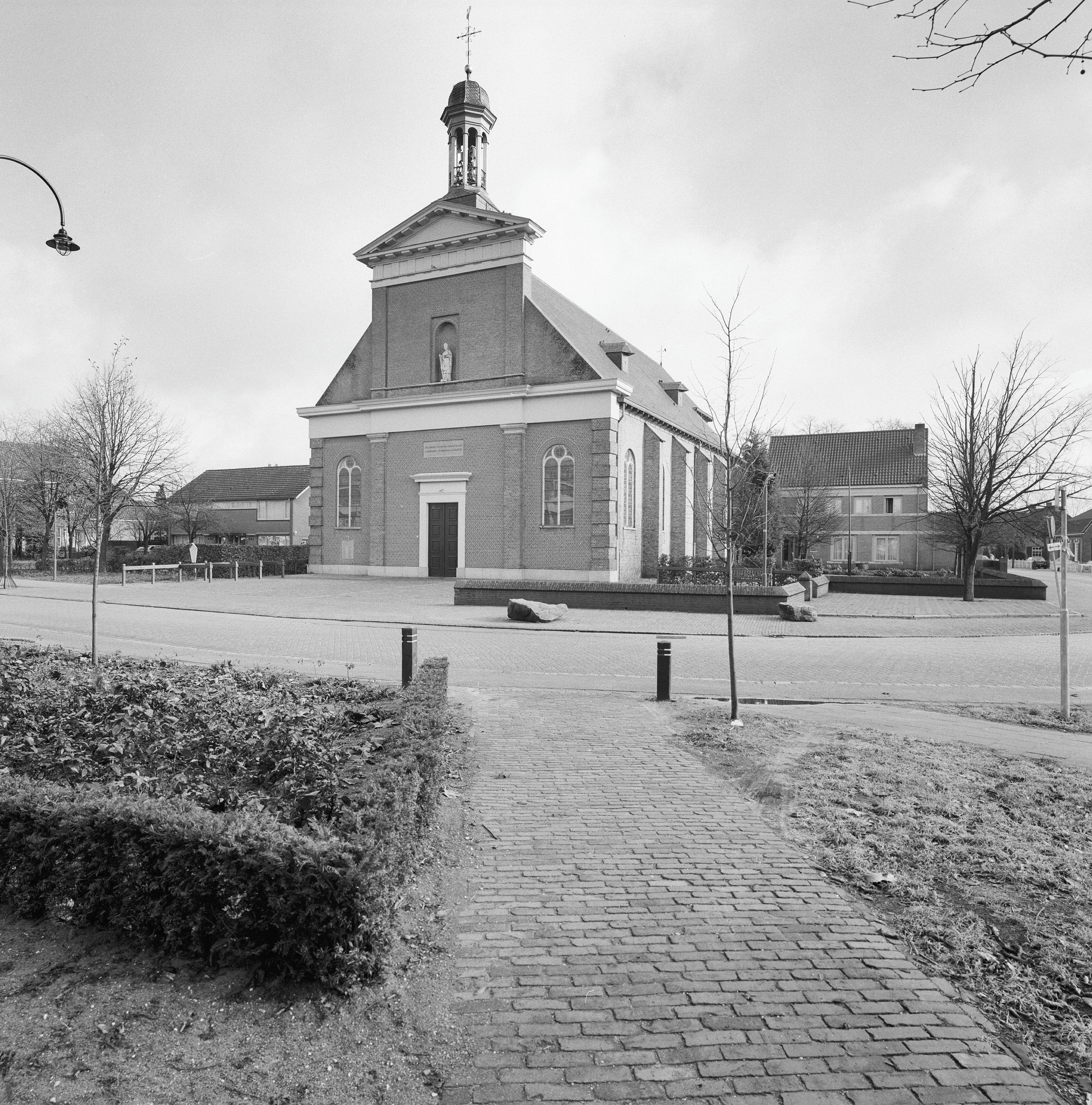
Aanzicht in 1997
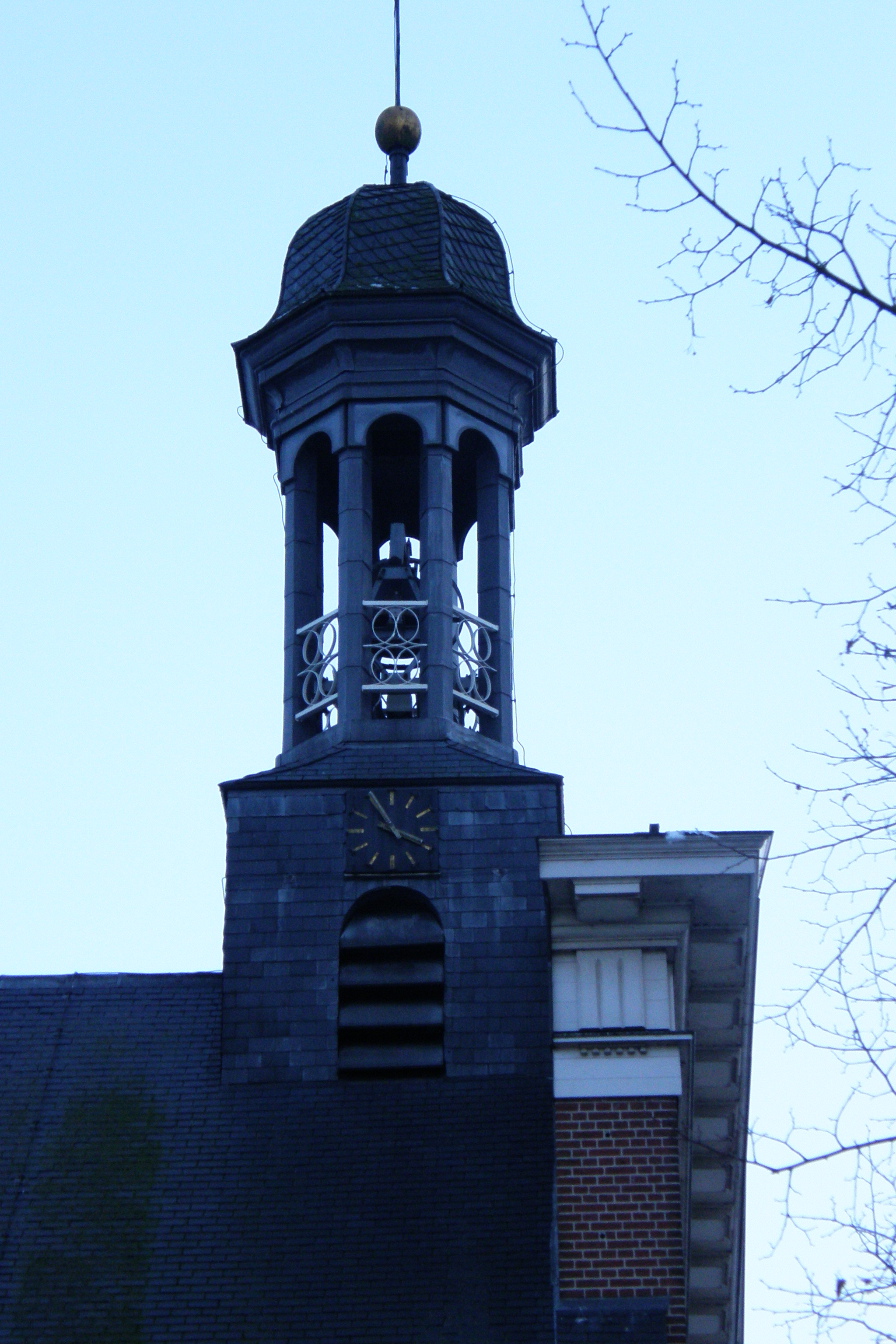
Klokkentoren
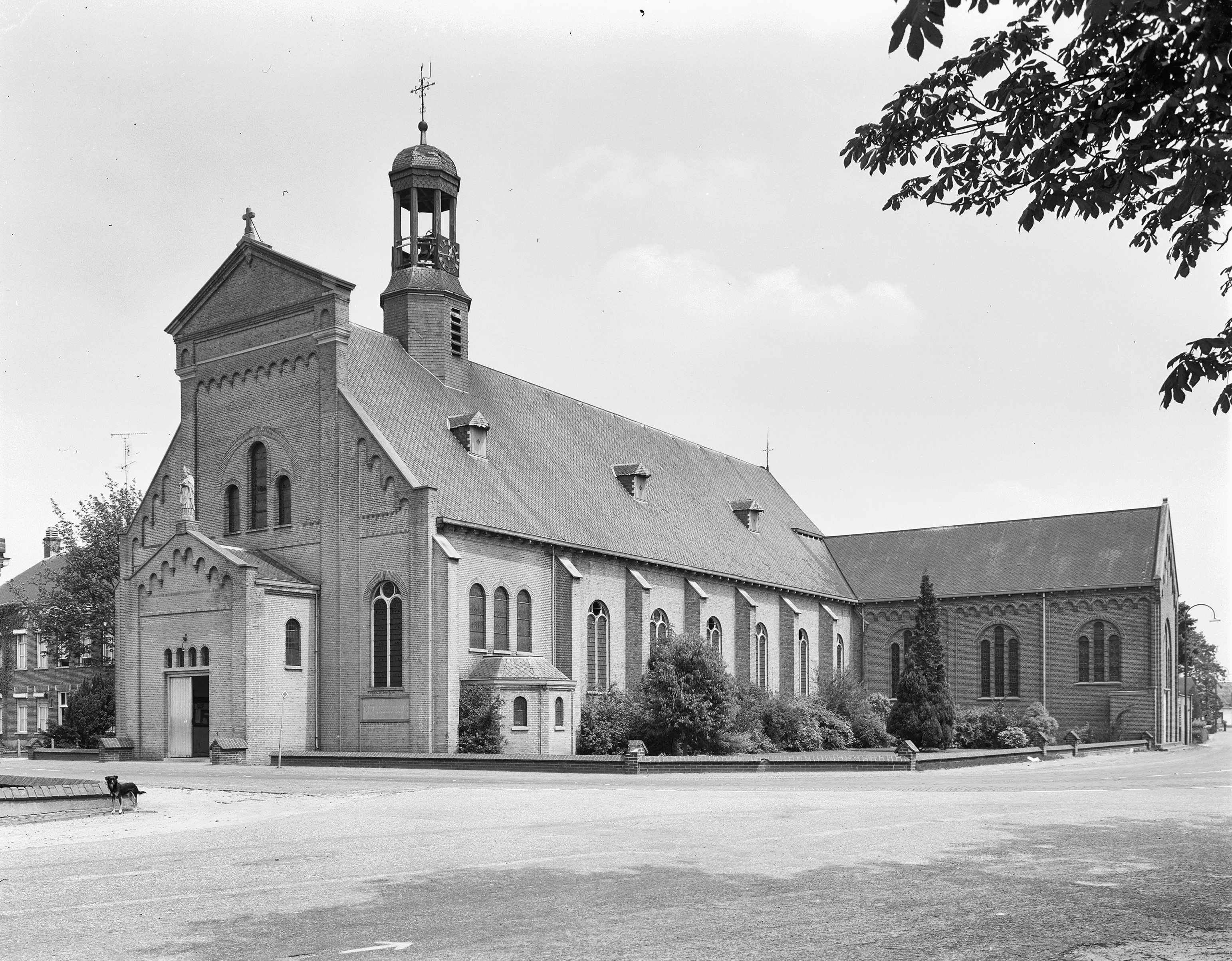
Kerk in 1968 inclusief uitbouw aan voorzijde
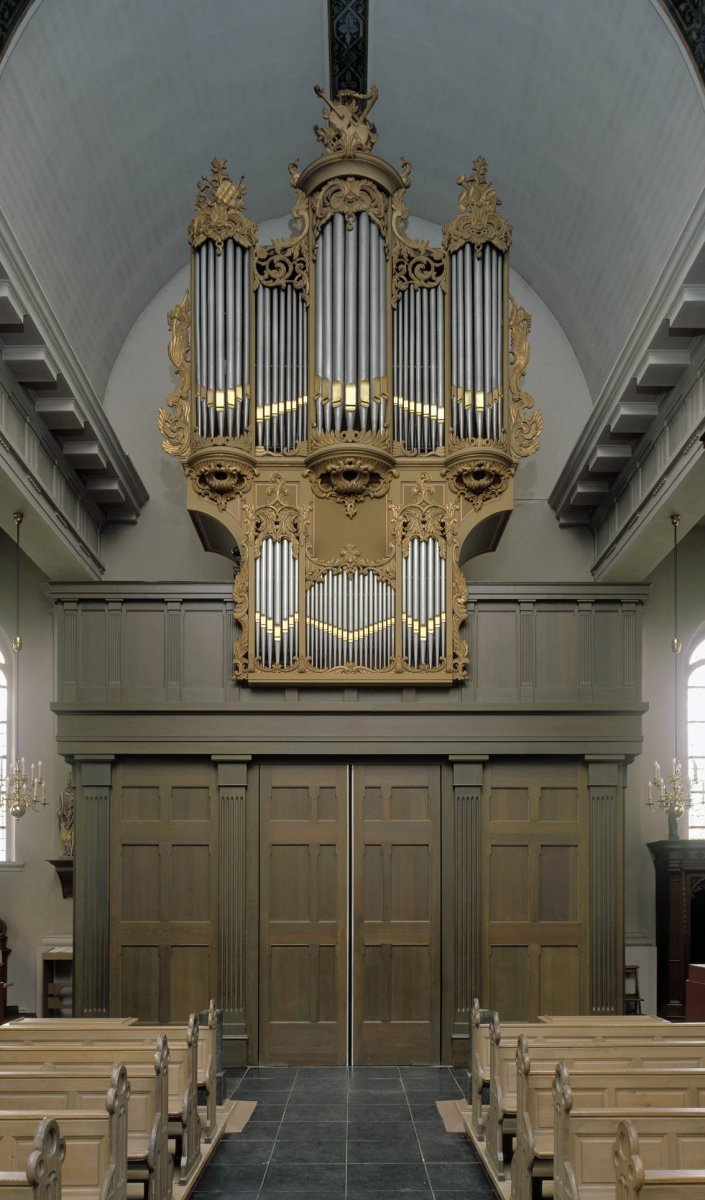
Van Dinter-orgel